# Cerkiew Chrystusa Zbawiciela w Shenyangu
Cerkiew Chrystusa Zbawiciela – prawosławna cerkiew-pomnik w Shenyangu, od kilkudziesięciu lat nieczynna.
Cerkiew została wzniesiona na terenie cmentarza rosyjskich żołnierzy poległych w wojnie rosyjsko-japońskiej. Budowa świątyni została rozpoczęta w 1911 i trwała rok, jednak uroczyste poświęcenie obiektu nastąpiło dopiero w 1914. 
Moment, w którym cerkiew przestała pełnić funkcje sakralne, jest nieustalony. Obecnie (2010) cmentarz, w obrębie którego została wzniesiona, już nie istnieje. Sam budynek sakralny jest własnością prywatną i pełni funkcję magazynu. Z pierwotnego wyposażenia cerkwi przetrwały jedynie resztki mozaik, które najprawdopodobniej pierwotnie pokrywały ściany świątyni. Pamiątkowy charakter świątyni podkreślają pojawiające się we wnętrzu motywy zdobnicze nawiązujące do wojskowych orderów św. Jerzego i św. Andrzeja.
Cerkiew została wzniesiona w stylu staroruskim, na planie wieloboku z wyodrębnionym półkolistym prezbiterium. Wejście do niej prowadzi przez półkoliste drzwi ze skromnym portalem. We wnętrzu zachowały się cztery tablice pamiątkowe wykonane z brązu z wymienionymi nazwami rosyjskich jednostek wojskowych, z których pochodzili żołnierze pochowani na niezachowanym cmentarzu w Shenyangu. Mimo faktu, że obiekt nie był wykorzystywany w celach sakralnych od kilku dziesięcioleci, w jego zewnętrznej architekturze zachowały się elementy wskazujące na pierwotne zastosowanie, przede wszystkim okno w kształcie krzyża położone w prezbiterium cerkwi. Całość wieńczy cebulasta kopuła z krzyżem.
Cerkiew w Shenyangu jest prawdopodobnie jedyną zachowaną świątynią prawosławną wzniesioną w Mandżurii w celu upamiętnienia ofiar wojny rosyjsko-japońskiej.